# Dionisio de Mileto (sofista)
Dionisio de Mileto fue un retórico y sofista de la Antigua Grecia que vivió en el siglo II. La mayor parte de los datos sobre su vida se conoce a través de la obra de FilóstratoVidas de los Sofistas. Filóstrato cita el título de una de sus obras: Lamento por Queronea.

## Biografía
Era discípulo de otro sofista llamado Iseo y maestro de Alejandro de Seleucia. El emperador Adriano lo honró con diversas distinciones: lo nombró sátrapa, lo inscribió en el orden ecuestre y también en la lista de los que eran alimentados en el Museo. Sin embargo, al igual que otros sofistas, Dionisio también tuvo diferencias con el emperador.
Fue acusado de ejercitar la memoria de sus alumnos ayudándose de la astronomía y de la magia. Se trataba de un método denominado «arte caldeo» de la memoria, que posiblemente consistía en sistematizar de manera astrológica el archivo de textos y documentos. Filóstrato defendió a Dionisio en su obra de estas acusaciones, expresando que la memoria de sus discípulos era ejercitada mediante la repetición de aquellos discursos que el maestro veía que producían mayor deleite en sus alumnos. Los de mayor retentiva repetían estos discursos a los demás y por eso fueron llamados «virtuosos de la memoria».
Tras pasar la última época de su vida enseñando en Lesbos, murió en Éfeso. Filóstrato informa de que el sepulcro de Dionisio se encontraba en el ágora. Sin embargo, en 1968, en excavaciones realizadas en Éfeso se encontró la tumba de Dionisio de Mileto en un lugar distinto del ágora, por lo que se supone que o bien Filóstrato estaba mal informado o se había trasladado de lugar. También ha sido hallada en el ágora de Mileto una inscripción dedicada a él por uno de sus libertos. 